# Глебов, Николай Николаевич
Никола́й Никола́евич Гле́бов (1864, Верхне-Никульское, Ярославская губерния — 31 декабря 1941, Ленинград) — русский политический и земский деятель, член Государственного совета Российской империи, член ЦК партии конституционных демократов; помещик, инженер, предприниматель, организатор энергетического машиностроения и владелец ряда электротехнических компаний России, философ, изобретатель.
Почётный гражданин города Мологи (февраль 1917).
Друг Д. И. Шаховского, длительное время (с 1917 по 1941 год) переписывался с В. И. Вернадским.

## Биография
Родился в 1864 году возле села Верхне-Никульское Мологского уезда в помещичьей семье гвардии ротмистра в отставке Николая Андреевича Глебова (1824 — 08.03.1869), женатого на Варваре Николаевне Лодыженской (13.12.1838—1921), неконцертирующей пианистки, дочери гвардии поручика Николая Васильевича Лодыженского (1803 — до 1870), близкого «могучей кучке», двоюродного брата А. С. Даргомыжского. В. Н. Лодыженская была родной сестрой композитора Н. Н. Лодыженского, двоюродной сестрой писателя М. В. Лодыженского. В семье Глебовых родилось семеро детей: София (1856—1856); Андрей (1858—1895); Людмила (1859—1924); Борис (1861—1864); Ольга (1863 — декабрь 1941, погибла в блокаду), в замужестве Козырева; Николай (1864—1941); Владимир (1866—1866). 
Старший брат Андрей Николаевич Глебов (1858—1895) — инженер, предприниматель, первооткрыватель золотоносных месторождений в Европейской части Российской империи (Донбасс) и Европе. Сестра, Ольга Николаевна Козырева, (1863?—1942, погибла в блокаду), была замужем за Дмитрием Павловичем Козыревым. Двоюродный брат сенатора И. А. Лодыженского.
Помещик Ярославской губернии (в 1906 году имел 672 десятин земли в Мологском уезде). Имения Глебовых: Горшково, до 1900 года, Верхне-Никульское, Юршино (теперь — Юршинский остров вблизи Рыбинска), Коротнево-Андрейцево.
В 1887 году окончил Петербургский институт инженеров путей сообщения и некоторое время работал на Николаевской железной дороге; стал компаньоном своего старшего брата. Затем окончил Электромеханический институт в Париже, получив специальность инженер-электрик.
В 1896 году женился на М. С. Барыковой.
В 1897 году стал соучредителем Государева-Байракского товарищества по строительству и эксплуатации Государево-Байракского рудника по добыче угля у села Государев Байрак (ныне шахта имени М. И. Калинина в городе Горловка Донецкой области Украина). В 1904 г. основал «Электромеханический завод Н. Глебова и К°» в Петрограде и его отделения в Москве. На этом заводе Глебова с 1907 года работал заведующим испытательной станции известный изобретатель В. П. Вологдин, который позже стал заниматься расчетами и изготовлением электрических машин.
Четыре трёхлетия состоял почётным мировым судьёй
С 1902 года — земский деятель. Депутат при предводителе дворянства Мологского уезда Ярославской губернии. Участник земского съезда 1904 года.
С 1905 г. член Конституционно-демократической партии, на II съезде в январе 1906 года был избран в постоянный Центральный комитет под председательством Павла Долгорукова. Занимался предпринимательством, был одним из основных партийных спонсоров.
В 1913 году приобрёл Русское электрическое акционерное общество «Динамо» (Москва), принадлежавшее бельгийцам со дня основания в 1897 году. Владел единолично или был совладельцем электротехнических предприятий в Санкт-Петербурге (ныне «Электросила»), Нарве (ныне — Нарвская ГЭС) и другими. Владелец электротехнической компании «Электрон».
В 1911 году избран членом Государственного совета от Ярославского губернского земского собрания. 28 февраля 1917 года Глебов был в числе 22-х членов Государственного Совета (наряду с Вернадским и А. Ф. Кони), написавших обращение к Николаю II с просьбой об «ответственном министерстве», формируемом большинством Государственной думы.
После Октябрьской революции 1917 года отказался от эмиграции. Весной 1918 года переехал с семьёй в своё имение Коротнево (Андрейцево), жил там до 1924 года, когда согласился занять должность на одном из принадлежащих ему заводов и вернулся в Петроград. Имение было национализировано Советским правительством только в 1929 году в связи с заслугами Глебова перед отечественной промышленностью.
С 1917 года занимался изобретательством. Известен патент на огородный комбайн от 1936 года.
Опубликовал трехтомный философский трактат «Координаты (очерки по теории познания и мышления)», изданный в 1908—1915 гг. В тридцатых годах пытался опубликовать труд «Рабочая гипотеза дифференциального творчества во Вселенной», однако получил от издателей отказ.
Н. Н. Глебов был с юности близким другом космолога и философа Н. А. Морозова, общественного деятеля Д. И. Шаховского, а также часто встречался с В. И. Вернадским. В 1917—1941 переписывался с В. И. Вернадским, с которым находил определенное взаимопонимание в духовной сфере. В. И. Вернадский отмечал в своём дневнике: «философия Н. Н. Глебова неудобочитаема из-за языка… мне представляется слишком абстрактной, чтобы в неё входить». Обширная переписка Н. Н. Глебова с В. И. Вернадским, которую он вёл до конца декабря 1941 года (почти до дня своей смерти в блокаду), хранится в АРАН.
Изготавливал скрипки, пытался разгадать исключительное звучание скрипок А. Страдивари.
Н. Н. Глебов умер от голода в блокадном Ленинграде 31 декабря 1941 года. Похоронен на Серафимовском кладбище

Отец умер 30 декабря 1941 года. Семидесяти семи лет от роду <…> Накануне он «упал», до этого бродил и даже что-то делал<…> тогда, когда падали, в особенности мужчины, уже не вставали. <…> Спали, накрывшись медвежьими шкурами (печи не топили, топить было нечем). Медведи были трофеями еще от дедовских времен. Дед, а потом и его старший сын, еще в своем имении, охотились. 31 декабря 41-го года. Встреча нового года была грустной, за стеной, в комнате лежал на письменном столе отец, Пур, как его называли когда-то. <…> Мы похоронили отца на Серафимовском кладбище. Брат соседки смастерил гроб из досок большого дубового стола. На саночках, я и Таня, мы повезли его, частично под обстрелом, прячась в подворотнях, по льду через Невку, от площади Льва Толстого через Каменный остров до Старой деревни. Там, отдав папину карточку на хлеб, мы сдали гроб могильщикам, дождались, пока они его закопали, поставили крестик, сколоченный из перекладин кресла «жакоб» и ушли. По возвращении из эвакуации я не нашла его могилы и поставила крест по памяти. 
Известны несколько живописных портретов Н. Н. Глебова: А. И. Порет, Т. Н. Глебова «Формула семьи Глебовых», 1929, частное собрание; Т. Н. Глебова «Портрет семьи в блокаду», 1941, собрание ГТГ..

## Семья
Жена — Мария Сергеевна Глебова (в девичестве Барыкова) (1875—1942) дочь писательницы А. П. Барыковой внучка писательницы Марии Каменской, правнучка художника графа Ф. П. Толстого. Скончалась, выехав из блокадного Ленинграда, в городе Данилове Ярославской области.
Дети :
- Андрей (15.07.1898—28.01.1899), единственный сын Н. Н. Глебова, последним потомок по мужской линии этой линии рода Глебовых; похоронен в семейном некрополе Глебовых, около церкви Св. Троицы в селе Верхне-Никульское рядом со своими дядей, дедом и прадедом.
- Анна (Глебова — Михайловская; 10.02.1897—1981) — поэтесса[16].
- Татьяна (15.03.1900—04.03.1985) — художница.
- Людмила (17.09.1917—1990) — поэтесса и художница, переводчица с немецкого языка[17].

## Адреса
- До революции, проводил лето в собственном имении Андрейцево (деревня Коротнево Мологского уезда Ярославской губернии
- В 1917 г. — Санкт-Петербург, Бассейная, 58, в доме Бассейного товарищества собственников квартир — угол Бассейной улицы и Греческого проспекта.
- В 1918 году семья переехала в Рыбинск. В 1918—1921 годах — в имении Андрейцево (в 25 верстах от Рыбинска).
- В 1923 г. — Невский пр, д. 60.
- С 1924 года — в Ленинграде, Большой проспект Петроградской стороны, дом 98, кв. 30.